# Friedrich-Engels-Straße 16 (Gernrode)

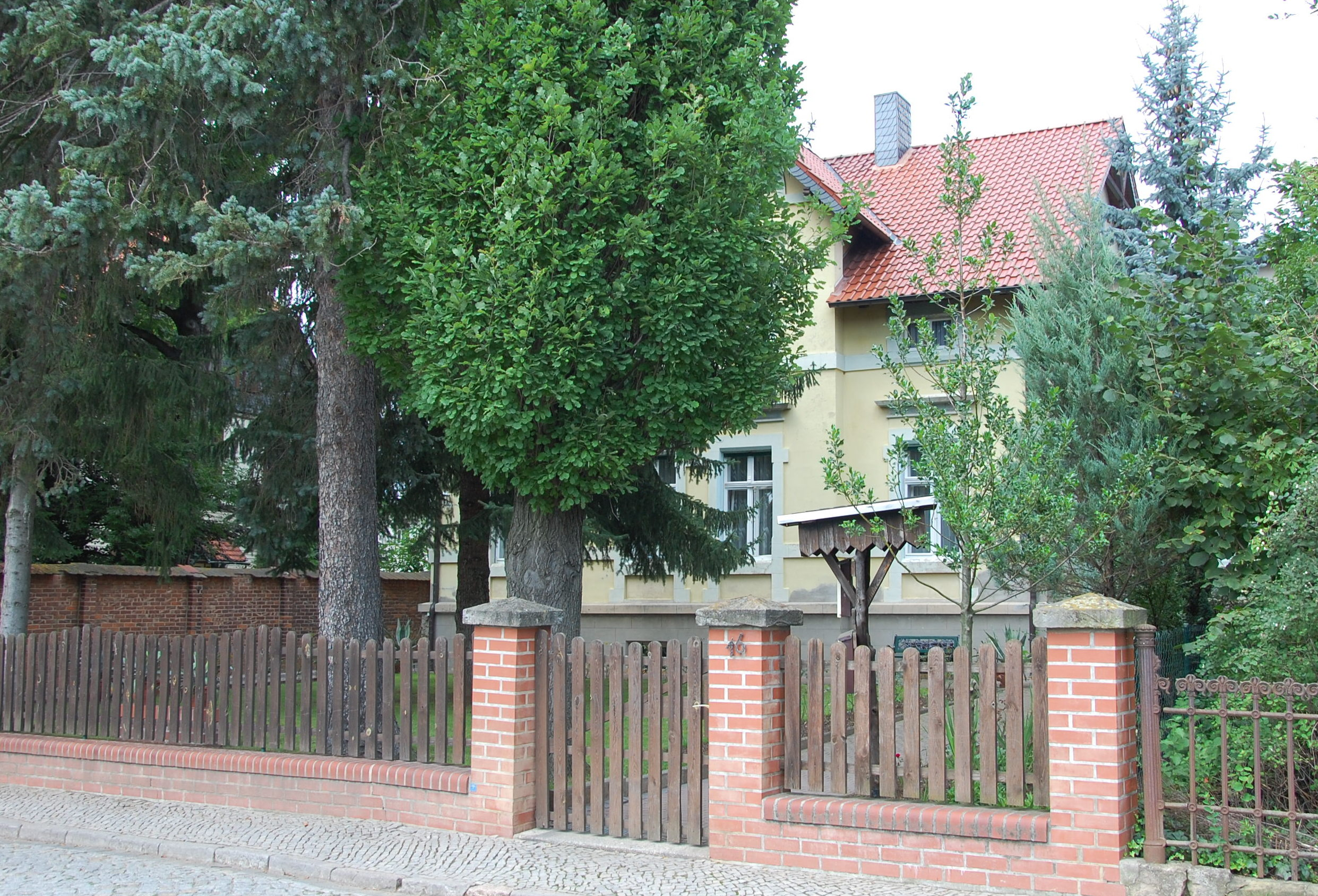
Haus Friedrich-Engels-Straße 16

Das Haus Friedrich-Engels-Straße 16 ist ein denkmalgeschütztes Gebäude im zur Stadt Quedlinburg in Sachsen-Anhalt gehörenden Ortsteil Stadt Gernrode.

## Lage
Das Gebäude befindet sich westlich der Gernröder Altstadt auf der Nordseite der Friedrich-Engels-Straße und ist im örtlichen Denkmalverzeichnis als Villa eingetragen. 

## Architektur und Geschichte
Die zweigeschossige verputzte Villa entstand im Stil des Spätklassizismus. Sie ist streng symmetrisch angelegt. Die straßenseitige Fassade wird von einem über zwei Achsen verfügenden Mittelrisalit geprägt. An dessen Giebel besteht ein schlichtes Sprengwerk. Die Fenster des Hauses werden von flachen Putzrahmungen gefasst. Unterhalb der Fenster bestehen Brüstungsspiegel.
Die Grundstückseinfriedung und die Gartengestaltung sind nicht mehr bauzeitlich.